# .kid
.kid – domena najwyższego poziomu zaproponowana przez Parlament Europejski dla stron internetowych zaprojektowanych z myślą o dzieciach. Byłyby one monitorowane przez niezależnych administratorów.